# Keirin masculin aux Jeux olympiques d'été de 2016
Navigation
Londres 2012 Tokyo 2020
Le keirin masculin, épreuve de cyclisme sur piste des Jeux olympiques d'été de 2016, a lieu le 16 août 2016 sur le vélodrome de Barra, à Rio de Janeiro, au Brésil.
La médaille d'or revient au Britannique Jason Kenny, la médaille d'argent au Néerlandais Matthijs Büchli et la médaille de bronze au Malaisien Azizulhasni Awang.

## Format de la compétition
Le déroulement de la compétition est défini dans les articles 3.2.134 et suivants du règlement de l'UCI. Aucune disposition particulières aux Jeux olympiques n'est prévue.
Vingt-sept concurrents participent à l'épreuve.
Premier tour
Quatre manches de six à sept concurrents. Les deux premiers de chaque manche sont qualifiés pour les demi-finales, les autres vont en repêchages.
Repêchages
Quatre manches de quatre à sept concurrents. Les premiers de chaque manche sont qualifiés pour les demi-finales ainsi que le deuxième coureur ayant réalisé le temps le plus rapide.
Demi-finales
Deux manches de six concurrents. Les deux premiers sont qualifiés pour la finale.
Finale
Une manche de six concurrents. Les trois premiers remportent les médailles.
Classement final
Les concurrents éliminés en demi-finales participent à une manche de six concurrents pour l'attribution des places de 7 à 12. Les concurrents éliminés en repêchages sont classés par deux 13e, 15e et 17e ex æquo selon leur place dans leurs manches de repêchage respectives.

## Programme
Tous les horaires correspondent à l'UTC-3
| Date               | Horaire | Manche                 |
| ------------------ | ------- | ---------------------- |
| Mardi 16 août 2016 | 10 h 20 | 1er tour et repêchages |
| Mardi 16 août 2016 | 16 h 45 | Demi-finales           |
| Mardi 16 août 2016 | 18 h 20 | Finales                |

## Médaillés
| Or          | Argent          | Bronze            |
| Jason Kenny | Matthijs Büchli | Azizulhasni Awang |

## Résultats

### Premier tour
Série 1
| Rang | Cycliste           | Pays         |
| ---- | ------------------ | ------------ |
| 1    | Michaël D'Almeida  | France       |
| 2    | Joachim Eilers     | Allemagne    |
| 3    | Theo Bos           | Pays-Bas     |
| 4    | Christos Volikakis | Grèce        |
| 5    | Patrick Constable  | Australie    |
| 6    | Im Chae-bin        | Corée du Sud |

Série 2
| Rang | Cycliste          | Pays               |
| ---- | ----------------- | ------------------ |
| 1    | Damian Zieliński  | Pologne            |
| 2    | Matthew Glaetzer  | Australie          |
| 3    | Kang Dong-jin     | Corée du Sud       |
| 4    | Eddie Dawkins     | Nouvelle-Zélande   |
| 5    | Kazunari Watanabe | Japon              |
| 6    | Pavel Kelemen     | République tchèque |
| 7    | Denis Dmitriev    | Russie             |

Série 3
| Rang | Cycliste          | Pays             |
| ---- | ----------------- | ---------------- |
| 1    | Sam Webster       | Nouvelle-Zélande |
| 2    | Matthijs Büchli   | Pays-Bas         |
| 3    | François Pervis   | France           |
| 4    | Krzysztof Maksel  | Pologne          |
| 5    | Azizulhasni Awang | Malaisie         |
| 6    | Callum Skinner    | Grande-Bretagne  |
| 7    | Angel Pulgar      | Venezuela        |

Série 4
| Rang | Cycliste          | Pays            |
| ---- | ----------------- | --------------- |
| 1    | Jason Kenny       | Grande-Bretagne |
| 2    | Fabián Puerta     | Colombie        |
| 3    | Maximilian Levy   | Allemagne       |
| 4    | Hugo Barrette     | Canada          |
| 5    | Matthew Baranoski | États-Unis      |
| 6    | Yuta Wakimoto     | Japon           |
| 7    | Hersony Canelón   | Venezuela       |

### Repêchages
Série 1
| Rang | Cycliste          | Pays               |
| ---- | ----------------- | ------------------ |
| 1    | Azizulhasni Awang | Malaisie           |
| 2    | Hugo Barrette     | Canada             |
| 3    | Theo Bos          | Pays-Bas           |
| 4    | Pavel Kelemen     | République tchèque |

Série 2
| Rang | Cycliste          | Pays         |
| ---- | ----------------- | ------------ |
| 1    | Krzysztof Maksel  | Pologne      |
| 2    | Im Chae-bin       | Corée du Sud |
| 3    | Kang Dong-jin     | Corée du Sud |
| 4    | Kazunari Watanabe | Japon        |
| 5    | Hersony Canelón   | Venezuela    |

Série 3
| Rang | Cycliste          | Pays             |
| ---- | ----------------- | ---------------- |
| 1    | François Pervis   | France           |
| 2    | Yuta Wakimoto     | Japon            |
| 3    | Eddie Dawkins     | Nouvelle-Zélande |
| 4    | Angel Pulgar      | Venezuela        |
| 5    | Patrick Constable | Australie        |

Série 4
| Rang | Cycliste           | Pays            |
| ---- | ------------------ | --------------- |
| 1    | Christos Volikakis | Grèce           |
| 2    | Denis Dmitriev     | Russie          |
| 3    | Matthew Baranoski  | États-Unis      |
| 4    | Maximilian Levy    | Allemagne       |
| 5    | Callum Skinner     | Grande-Bretagne |

### Demi-finales
Série 1
| Rang | Cycliste           | Pays            |
| ---- | ------------------ | --------------- |
| 1    | Jason Kenny        | Grande-Bretagne |
| 2    | Matthijs Büchli    | Pays-Bas        |
| 3    | Azizulhasni Awang  | Malaisie        |
| 4    | Matthew Glaetzer   | Australie       |
| 5    | Christos Volikakis | Grèce           |
| 6    | Michaël D'Almeida  | France          |

Série 2
| Rang | Cycliste         | Pays             |
| ---- | ---------------- | ---------------- |
| 1    | Joachim Eilers   | Allemagne        |
| 2    | Damian Zieliński | Pologne          |
| 3    | Fabián Puerta    | Colombie         |
| 4    | Krzysztof Maksel | Pologne          |
| 5    | François Pervis  | France           |
| 6    | Sam Webster      | Nouvelle-Zélande |

### Finales
Manche pour les médailles (1-6)
| Rang                                | Cycliste          | Pays            |
| ----------------------------------- | ----------------- | --------------- |
| Médaille d'or, Jeux olympiques      | Jason Kenny       | Grande-Bretagne |
| Médaille d'argent, Jeux olympiques  | Matthijs Büchli   | Pays-Bas        |
| Médaille de bronze, Jeux olympiques | Azizulhasni Awang | Malaisie        |
| 4                                   | Joachim Eilers    | Allemagne       |
| 5                                   | Fabián Puerta     | Colombie        |
| 6                                   | Damian Zieliński  | Pologne         |

Manche de classement (7-12)
| Rang | Cycliste           | Pays             |
| ---- | ------------------ | ---------------- |
| 7    | Sam Webster        | Nouvelle-Zélande |
| 8    | Michaël D'Almeida  | France           |
| 9    | Krzysztof Maksel   | Pologne          |
| 10   | Matthew Glaetzer   | Australie        |
| 11   | François Pervis    | France           |
| 12   | Christos Volikakis | Grèce            |